# Sitalcicus gardineri
Sitalcicus gardineri is een hooiwagen uit de familie Podoctidae.